# Jugosławia na Zimowych Igrzyskach Olimpijskich 1980
Jugosławię na Zimowych Igrzyskach Olimpijskich 1980 reprezentowało piętnaścioro zawodników: jedenastu mężczyzn i cztery kobiety. Był to jedenasty start reprezentacji Jugosławii na zimowych igrzyskach olimpijskich.

## Skład kadry

### Biathlon
Mężczyźni
| Zawodnik      | Konkurencja   | czas biegu | Kary | Łączny czas | Pozycja |
| ------------- | ------------- | ---------- | ---- | ----------- | ------- |
| Marjan Burgar | Bieg na 20 km | 1:14:11,68 | 6:00 | 1:20:11,68  | 35.     |
| Marjan Burgar | Bieg na 10 km | 37:37,74   | 4    | 37:37,74    | 38.     |

### Biegi narciarskie
Mężczyźni
| Zawodnik     | Konkurencja   | czas       | Pozycja |
| ------------ | ------------- | ---------- | ------- |
| Ivo Čarman   | Bieg na 15 km | 45:14,32   | 41.     |
| Tone Đurišič | Bieg na 15 km | 47:38,45   | 46.     |
| Ivo Čarman   | Bieg na 30 km | 1:34:09,59 | 33.     |
| Tone Đurišič | Bieg na 30 km | 1:38:46,90 | 46.     |

### Łyżwiarstwo figurowe
| Zawodnik        | Konkurencja | Nota   | Pozycja |
| --------------- | ----------- | ------ | ------- |
| Sanda Dubravčić | Solistki    | 170,30 | 11.     |

### Narciarstwo alpejskie
Mężczyźni
| Zawodnik     | Konkurencja | Konkurencja | Konkurencja       | Konkurencja               | Konkurencja               | Konkurencja               | Konkurencja               | Konkurencja               | Konkurencja               | Konkurencja               |
| Zawodnik     | Zjazd       | Zjazd       | Slalom gigant     | Slalom gigant             | Slalom gigant             | Slalom gigant             | Slalom specjalny          | Slalom specjalny          | Slalom specjalny          | Slalom specjalny          |
| Zawodnik     | Czas        | Pozycja     | Czas 1. przejazdu | Czas 2. przejazdu         | Czas łączny               | Pozycje                   | Czas 1. przejazdu         | Czas 2. przejazdu         | Czas łączny               | Pozycja                   |
| ------------ | ----------- | ----------- | ----------------- | ------------------------- | ------------------------- | ------------------------- | ------------------------- | ------------------------- | ------------------------- | ------------------------- |
| Bojan Križaj |             |             | 1:21,28           | 1:21,25                   | 2:42,53                   | 4.                        | Dyskwalifikacja           | Nie ukończył konkurencji  | Nie ukończył konkurencji  | Nie ukończył konkurencji  |
| Boris Strel  |             |             | 1:21,45           | 1:21,79                   | 2:43,24                   | 8.                        | 55,44                     | Nie ukończył 2. przejazdu | Nie ukończył 2. przejazdu | Nie ukończył 2. przejazdu |
| Jure Franko  |             |             | 1:21,50           | 1:23,13                   | 2:44,63                   | 12.                       | Nie ukończył 1. przejazdu | Nie ukończył 1. przejazdu | Nie ukończył 1. przejazdu | Nie ukończył 1. przejazdu |
| Jože Kuralt  |             |             | 1:22,68           | Nie ukończył 2. przejazdu | Nie ukończył 2. przejazdu | Nie ukończył 2. przejazdu | 55,05                     | 52,94                     | 1:47,99                   | 13.                       |
| Janez Zibler |             |             |                   |                           |                           |                           | Nie ukończył 1. przejazdu | Nie ukończył 1. przejazdu | Nie ukończył 1. przejazdu | Nie ukończył 1. przejazdu |

Kobiety
| Zawodniczka   | Konkurencja | Konkurencja | Konkurencja       | Konkurencja       | Konkurencja   | Konkurencja   | Konkurencja                | Konkurencja                | Konkurencja                | Konkurencja                |
| Zawodniczka   | Zjazd       | Zjazd       | Slalom gigant     | Slalom gigant     | Slalom gigant | Slalom gigant | Slalom specjalny           | Slalom specjalny           | Slalom specjalny           | Slalom specjalny           |
| Zawodniczka   | Czas        | Pozycja     | Czas 1. przejazdu | Czas 2. przejazdu | Czas łączny   | Pozycja       | Czas 1. przejazdu          | Czas 2. przejazdu          | Czas łączny                | Pozycja                    |
| ------------- | ----------- | ----------- | ----------------- | ----------------- | ------------- | ------------- | -------------------------- | -------------------------- | -------------------------- | -------------------------- |
| Metka Jerman  |             |             | 1:18,79           | 1:30,42           | 2:49,21       | 20.           | Nie ukończyła 1. przejazdu | Nie ukończyła 1. przejazdu | Nie ukończyła 1. przejazdu | Nie ukończyła 1. przejazdu |
| Nuša Tome     |             |             | 1:18,78           | 1:30,94           | 2:49,72       | 23.           | Nie ukończyła 1. przejazdu | Nie ukończyła 1. przejazdu | Nie ukończyła 1. przejazdu | Nie ukończyła 1. przejazdu |
| Anja Zavadlav |             |             | 1:20,54           | 1:31,52           | 2:52,06       | 26.           | Nie ukończyła 1. przejazdu | Nie ukończyła 1. przejazdu | Nie ukończyła 1. przejazdu | Nie ukończyła 1. przejazdu |

### Skoki narciarskie
Mężczyźni
| Konkurencja            | Skoczek       | Skok 1    | Skok 1 | Skok 2    | Skok 2 | Nota  | Pozycja |
| Konkurencja            | Skoczek       | odległość | Nota   | odległość | Nota   | Nota  | Pozycja |
| ---------------------- | ------------- | --------- | ------ | --------- | ------ | ----- | ------- |
| Skocznia normalna K-70 | Miran Tepeš   | 66,0      | 80,2   | 71,0      | 93,3   | 171,6 | 44.     |
| Skocznia normalna K-70 | Brane Benedik | 62,0      | 71,4   | 67,5      | 78,2   | 149,6 | 45.     |
| Skocznia normalna K-70 | Bogdan Norčič | 55,0      | 50,7   | 62,0      | 73,9   | 124,6 | 48.     |
| Skocznia duża K-90     | Bogdan Norčič | 87,0      | 84,5   | 98,0      | 102,9  | 187,4 | 38.     |
| Skocznia duża K-90     | Miran Tepeš   | 96,0      | 96,1   | 89,0      | 88,3   | 184,4 | 40.     |
| Skocznia duża K-90     | Brane Benedik | 77,0      | 60,5   | 84,0      | 77,8   | 138,3 | 49.     |